# Piotr Czołchański
Piotr Czołchański (ur. w 1755 roku, zm. 6 stycznia 1833) – polski szlachcic, właściciel licznych dóbr ziemskich, m.in. Łasku i Prażmowa. Należał do rodziny legitymującej się herbem Sas, wywodzącej się z terenów Wołynia i Podola. Ich gniazdem rodowym był Kamień Czołhański (obecnie Teofipol).
Piotr Czołchański przybył do Warszawy po stracie rodziców i pełnił różne funkcje urzędnicze. W okresie przedrozbiorowym był radcą województwa mazowieckiego i szambelanem królewskim. Zgromadził znaczny majątek i był fundatorem kościołów w Łasku i Prażmowie. Zmarł 6 stycznia 1833 i został pochowany w kryptach kolegiaty w Łasku.